# 샘 휴스턴
새뮤얼 휴스턴(Samuel Houston, 1793년 3월 2일 ~ 1863년 7월 26일)은 19세기 미국의 정치인이자 군인이다. 버지니아주 출신의 휴스턴은 텍사스 공화국의 대통령, 텍사스주가 합중국에 가입한 후 주의 상원의원과 주지사로서 기간들을 포함한 텍사스주 역사에 핵심 인물이었다.

## 개요
자신이 노예 소유자이며 노예제 폐지운동의 확고한 반대자였어도 자신의 미합중국에 대한 신념에 따라 그는 텍사스주가 합중국으로부터 탈퇴했을 때 남부 동맹에 충성을 맹세하는 것을 거부하였다. 이 일은 그가 주지사직에서 축출됨으로써 증명되었다. 유혈 사태를 피하기 위해 그는 반란을 진압하는 데 필요한 에이브러햄 링컨 대통령의 군대 제공 요청을 거부하였고, 대신 남북 전쟁의 말기 이전에 자신이 사망한 텍사스주 헌츠빌로 이주하였다.
그의 초기 생애는 테네시주로 이주를 장려하여 체로키족의 국가에서 시간을 보내고, 1812년 전쟁에서 군사 복무와 테네시주 정치에서 후속 성공적인 참여를 포함하였다. 휴스턴은 2개의 다른 주들 - 테네시주와 텍사스주의 지사를 지내오는 데 미국 역사상 단 하나의 사람으로 지내왔다. 높은 평가의 재판에 이어 의원과 불행한 싸움은 멕시코령 텍사스로 그의 이주로 이끌어 그는 곧 텍사스 혁명의 지도자가 되었다. 그는 텍사스를 위하여 장기적 독립과 확장을 추구하는 것보다 미국과 병합과 포함을 지지하였다.

## 어린 시절

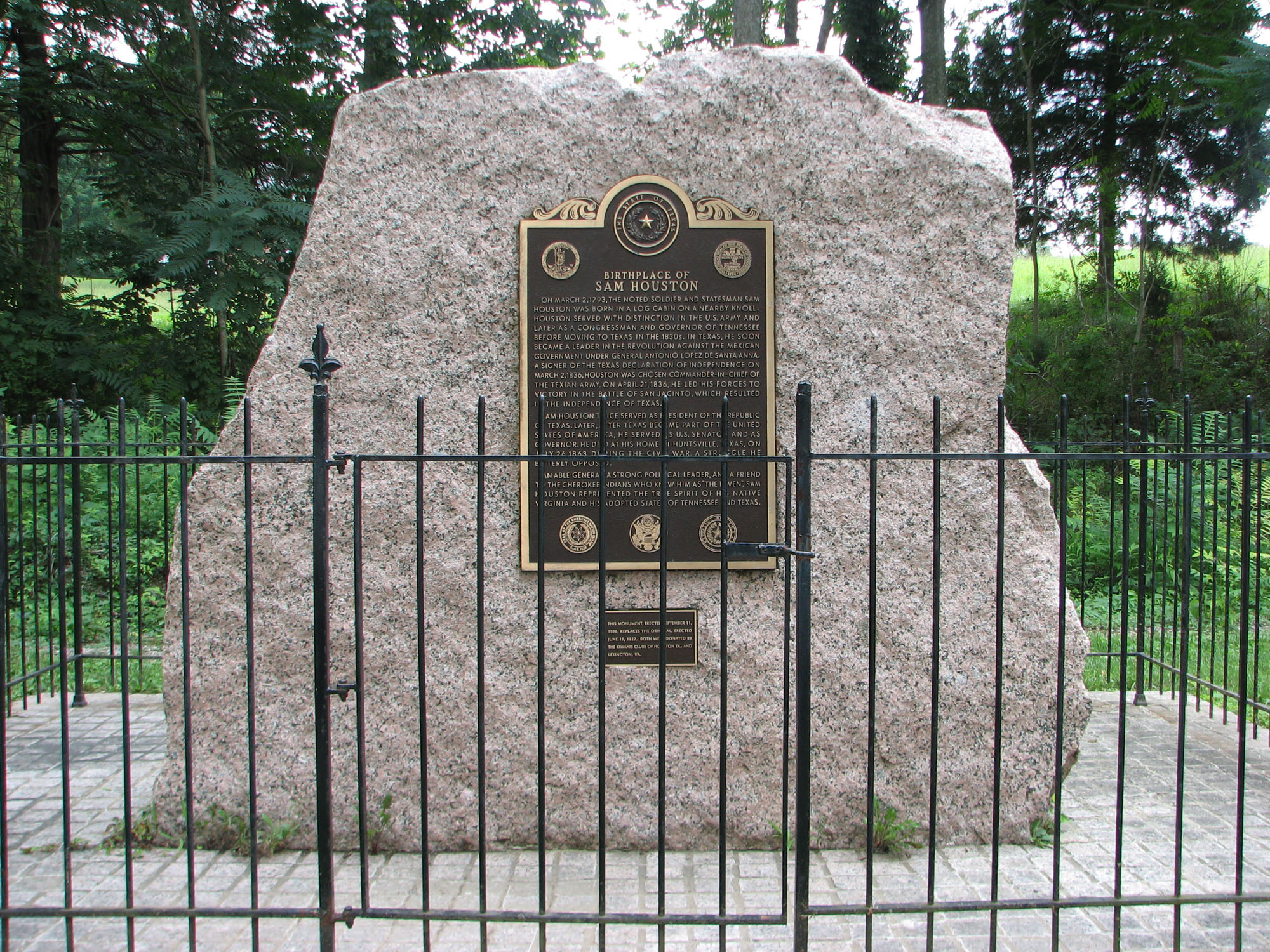
버지니아주 록브리지군에 있는 휴스턴의 출생지 표시

버지니아주 렉싱턴 외부의 록브리지군에 있는 팀버리지 교회 근처의 농장 집에서 소령 새뮤얼 휴스턴과 엘리자베스 팩스턴 사이에서 태어난 샘 휴스턴은 9명의 자식들 중의 하나였다. 그의 부친은 미국 독립 전쟁이 일어난 동안 모건 소총 여단의 일원이었다.
기초 교육 만을 받은 그는 1807년 부친의 사망에 이어 가족과 함께 테네시주 메리빌로 이주하였다. 그의 모친은 베이커 크리그로 가족을 데려갔다. 그는 1809년 집으로부터 달아나 히와시 섬에 울루테카 추장의 체로키족과 함께 한동안 거주하였다. 그는 체로키족의 공동체에서 입양되어 콜레네 혹은 "the Raven"이라고 이름이 지어졌다. 그는 1812년 19세의 나이에 메리빌로 돌아와 한 교실 학교를 창립하였다. 이 것은 테네시주에서 여태까지 첫 학교였다.

## 1812년 미국과 영국의 전쟁
1812년 휴스턴은 1812년 전쟁에서 영국군에 싸우는 데 제7 보병 연대에 입대하였다. 그해 12월 그는 병에서 중위로 진급되었다. 1814년 3월 호스슈벤드 전투에서 그는 영국과 함께 미국과 전쟁을 한 미국 원주민 부족인 크리크족의 화살에 상처를 입었으며, 다시 참전하였다. 앤드루 잭슨이 그들의 요새들로부터 크리크족의 단체를 이동시키는 데 의용병들을 명령했을 때 휴스턴은 자발적으로 기꺼이 나섰으나 급습이 있던 동안 팔과 어깨에 총알을 맞았다. 휴스턴은 1817년 잭슨의 프리메이슨 지부인 컴벌랜드 제8 지부에 가입하였다. 자신의 회복에 이어 그는 체로키족들에게 인디언 대리인으로 할당되었다. 1818년 3월 그는 군대를 떠났다.

## 테네시주 정치
6개월간 공부에 이어 그는 테네시주 레바논에서 법률 관행을 개업하였다. 그는 1818년 후순에 내슈빌 구역의 지방 검사로 만들어졌고, 또한 주의 시민군에서 사령이 주어졌다. 1822년 그는 테네시주를 위하여 연방 하원으로 선출되어 동료 테네시 주민이자 민주당원 앤드루 잭슨의 확고한 지지자였으며 그들의 인디언들에 대접이 거대하게 달랐어도 잭슨의 정치적 부하로 넓게 숙고되었다. 그는 1823년부터 1827년까지 의원이었다. 그는 1824년에 재선되었다. 1827년 그는 의회로 재선을 위하여 나가는 데 거절하였고, 대신 테네시주지사의 직무를 위하여 나가 전직 지사 윌리 블라운트를 꺾고 이겼다. 그는 1828년 재선을 위한 후보로 나서는 데 계획을 세웠으나 18세의 일라이자 앨린에게 결혼한 후에 사임하였다. 결혼 생활은 앨린의 부친 존 앨린 대령에 의하여 강요되었고 연애로 전혀 꽃을 피우지 않았다. 그가 부인을 부정으로 고발했을 때 휴스턴과 앨린은 결혼한지 짧은 후에 헤어져 그가 텍사스 공화국의 대통령이 되었을 때 1837년 이혼하였다.
그는 체로키족과 더불어 시간을 보내 체로키족 과부인 티애나 로저스 젠트리와 결혼하여 교역소를 세우고 전체의 시간에 분명히 너무 술을 마셨다고 한다. 그의 술에 취함과 그의 직무와 부인의 버림은 몇년동안 고쳐지지 않을 자신의 선도자 잭슨과 균열을 일으켰다.

## 논쟁과 재판
사업에 뉴욕과 워싱턴 D. C.로 여행에 휴스텅는 반잭슨파 의원들과 싸움에 휩쓸려지고 말았다. 1832년 4월 휴스턴이 워싱턴 D. C.에 있던 동안 오하이오주 의원 윌리엄 스탠베리는 의회의 의원석에 연설에서 휴스턴에 대한 고발을 했다. 스탠베리는 휴스턴을 통하여 잭슨을 공격하고 있었고, 존 본 포슨과 의원 로버트 로즈와 동맹에 있던 것에 휴스턴을 고발하였다.
3명의 남자는 1830년 잭슨의 인디언 이주법의 이유로 인디언들을 이주시키는 데 식량 공급에 입찰을 실시하였다. 이제 2개의 권총과 단검을 들은 스탠베리는 휴스턴의 편지들을 답장하는 데 거부하였고, 격분한 휴스턴은 후에 자신이 퀸 여사의 하숙집을 떠나면서 펜실베이니아 대로에 스탠베리와 맞서 히코리 지팡이와 그를 패는 데 진행하였다. 스탠베리는 자신의 권총들 중 하나를 당겨 휴스턴의 가슴에 놓고 방아쇠를 당길 수 있었으나 총은 잘못 발사되었다.
4월 17일 의회는 정당 방위를 간청하고 프랜시스 스콧 키를 자신의 변호사로서 기용한 휴스턴의 체포를 명령하였다. 휴스턴은 높은 평가의 재판에서 유죄를 선고 받았으나 제임스 K. 포크를 포함한 높은 순위의 친구들에게 감사하였던 그는 단지 가볍게 견책을 받았다. 그러고나서 스탠베리는 민사 법원에서 휴스턴을 고소했다. 재판관 윌리엄 크랜치는 휴스턴에게 책임이 있음을 알고, 국가를 떠나기 전에 그가 전혀 내지 않은 벌금으로 500 달러를 물게 하였다.

## 텍사스

텍사스 혁명 후의 텍사스 공화국

재판을 둘러싼 홍보는 휴스턴의 정치적 명성을 되살렸고 그는 1832년 12월 멕시코령 텍사스로 들어가는 데 체로키족과 부인 티애나를 떠났다. 휴스턴은 티애나에게 텍사스로 자신을 동행하는 데 의문하였으나 그녀는 정착하고 싶었고, 오히려 통나무 오두막집과 교역소에 머물기를 좋아하였다. 티애나는 후에 샘 맥그래디와 재혼하였으나 1838년 폐렴으로 사망하였다. 휴스턴은 그녀의 사망까지 재혼하지 않았다. 멕시코령 텍사스에 도달한 후, 그는 즉시 멕시코의 주의 정치에 휩쓸렸다. 미국을 위하여 영토의 합병을 추구하는 데 잭슨 대통령의 요청에 휴스턴이 텍사스로 간 세월에 추측이 있었다.
휴스턴은 내커도치스의 대표로서 1833년 집회에 참석하였고 대표자들의 도덕적 급진적 입장으로 멕시코로부터 완전한 독립을 지지한 윌리엄 해리스 훠턴과 자신의 형의 지지자로서 나타났다. 그는 또한 1835년 협의회에 참석하기도 하였다. 그는 그해 11월 텍사스 육군의 소장, 그러고나서 이듬해 3월 총사령관으로 만들어졌다. 그는 그해 2월 체로키족과 정착을 협상하였다.

### 텍사스 공화국

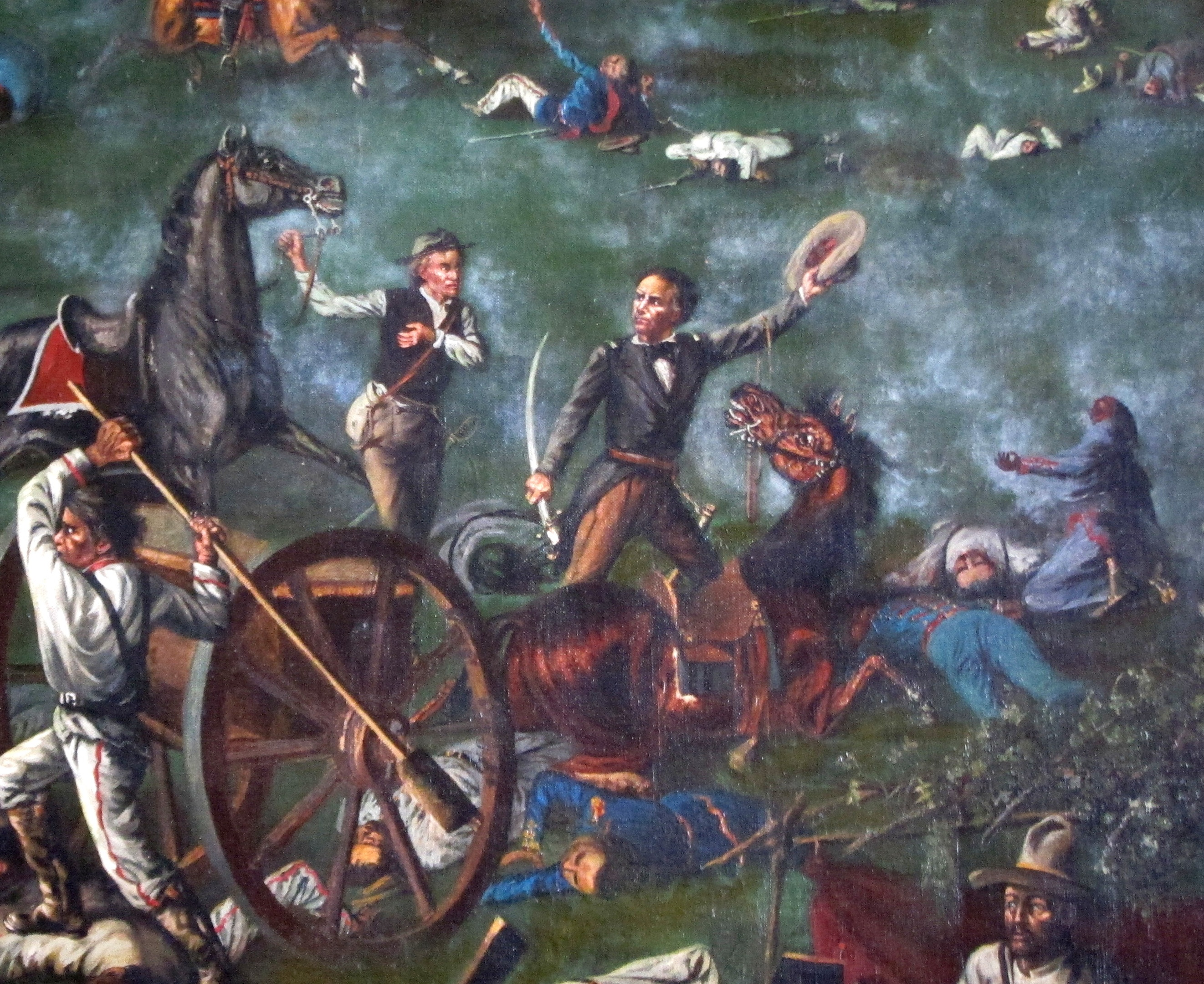
샌재신토 전투에서

1836년 3월 2일 텍사스 독립 선언에 이어 휴스턴은 곤살레스에서 자신의 의용군에 입대하였으나 알라모 전투가 열린 동안 군대가 알라모 전도소에서 있던 자들을 모두 죽인 멕시코의 장군이자 독재자 안토니오 로페스 데 산타 안나의 군대들의 세력에 맞서 곧 후퇴하는 데 강요되었다.
하지만 4월 21일 샌재신토 전투에서 휴스턴은 산타 안나와 멕시코 군대의 오후 낮잠 동안 그들을 놀라게 하였다. 심하게 패한 산타 안나는 벨라스코 조약에 조인하는 데 강요되어 텍사스의 독립을 부여하였다. 휴스턴이 협상들을 위하여 잠시 머물었어도 그는 자신의 발목에 상처의 치료를 위하여 미국으로 귀국하였다.
자신의 인기를 이용한 휴스턴은 2번이나 텍사스 공화국의 대통령 (처음에 1836년 9월 5일)으로 선출되었다. 그는 10월 22일부터 1838년 12월 10일까지, 그리고 다시 1841년 12월 12일부터 1844년 12월 9일까지 지냈다. 1837년 12월 20일 휴스턴은 텍사스 공화국 총본부 (현재 텍사스주 총본부)를 형성한 프리메이슨의 집회를 주재하였다.
그는 1838년의 코르도바 반란을 진압하였고, 시초적으로 미국에 의한 병합을 추구한 동안 그는 자신의 첫 기간 동안 그 희망을 버렸다. 자신의 2번째 기간에 그는 재정적 신중함을 위하여 노력하였고 1842년 2개의 침입에 이어 인디언들과 화해하고 멕시코와 전쟁을 피하는 데 일하였다. 그는 1844년의 셸비 카운티 전쟁에 행동을 취해야 했고 시민군에 보냈다.

## 휴스턴의 정착
휴스턴의 정착은 1836년 8월 J. K. 앨린과 A. C. 앨린 형제에 의하여 창립되었고, 샘 휴스턴의 명예에 이름을 따 수도로 지냈다. 게일 보든은 휴스턴의 거리들을 배치하는 도움을 주었다.
휴스턴시는 1839년 1월 14일 미러보 B. 레이마 대통령이 수도를 오스틴으로 옮기는 법안에 서명했을 때까지 수도로 지냈다. 자신의 대통령 기간들 사이에 그는 샌오거스틴군을 위하여 텍사스주 연방 하원에서 대표였다. 그는 텍사스의 지속적인 독립과 태평양까지 그 확장을 옹호한 레이마 대통령의 주요 비평가였다.

## 3번째 결혼 생활
1840년 5월 9일 앨라배마주 매리언군에서 휴스턴은 마거릿 리아와 결혼하여 8명의 자식을 두었다. 당시 그는 47세, 그녀는 21세였다. 마거릿은 휴스턴에 단조로운 영향을 미쳤다. 휴스턴 부부가 다수의 집들을 가졌어도 1840년경부터 1863년까지 트리니타만에 있는 세다포인트에 단 하나의 집이 지속적으로 간직되었다.

## 연방 상원

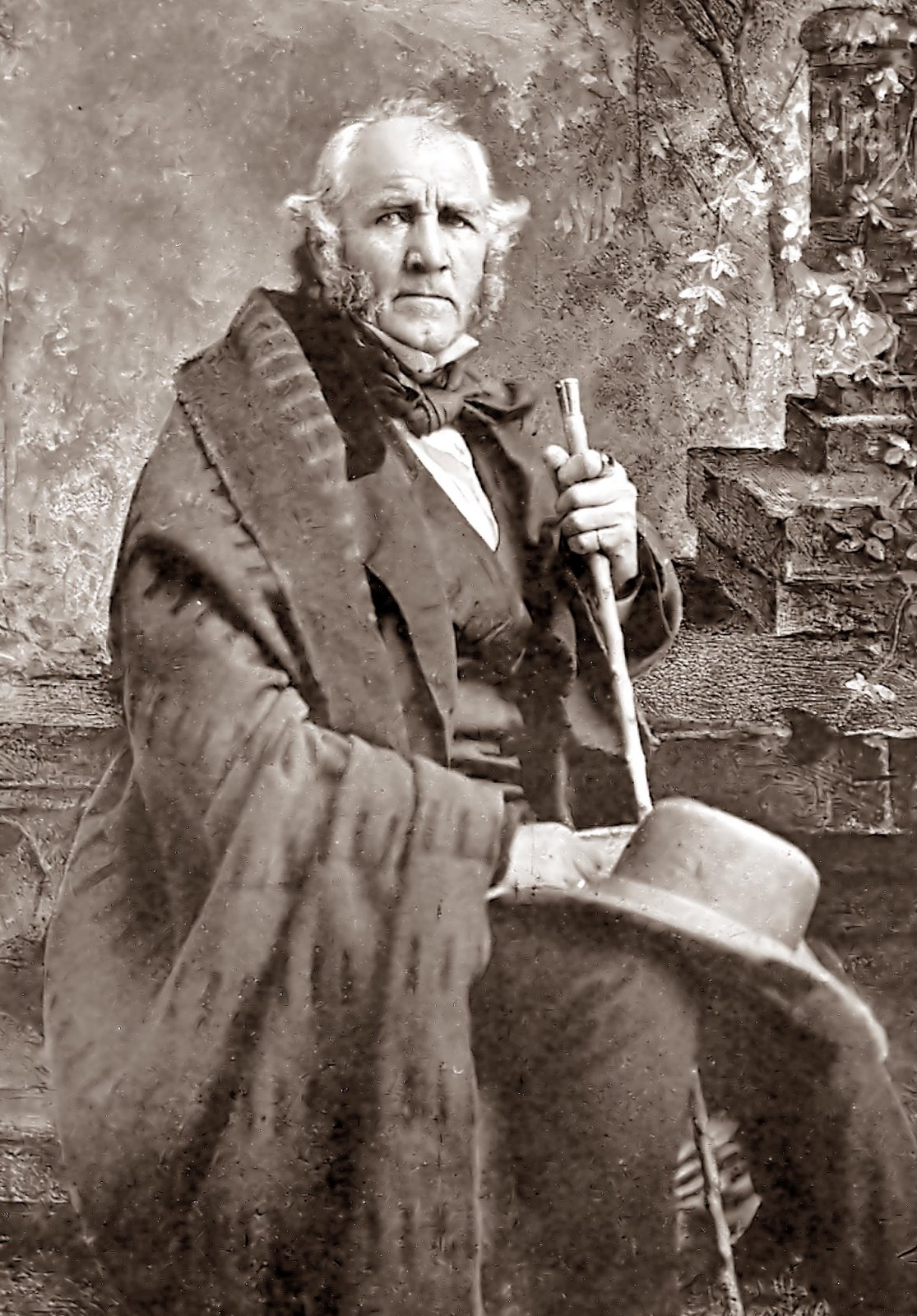
연방 상원 시절의 휴스턴

1845년 미국에 의하여 텍사스의 병합 후, 그는 토머스 제퍼슨 러스크와 더불어 연방 상원으로 선출되었다. 휴스턴은 거기에 1846년 2월 21일부터 1859년 3월 4일까지 지냈다. 그는 남서부에서 미국이 멕시코로부터 광대한 새로운 영토를 얻었을 때 멕시코-미국 전쟁이 일어난 동안 상원이었다.
상원에서 자신의 기간을 통하여 휴스턴은 국가의 자라나는 분파주의에 대항하는 연설을 하여 북부와 남부 둘다의 극단주의자들을 비난하면서 "합중국의 강도를 약화시키거나 손상시키는 것으로 계산된 뭐든지 북부 혹은 남부에서 시작하든 노예 폐지론자들의 도발적인 폭력 혹은 무효화의 연합에서 발생하는 여부는 전혀 나의 무자격 승인을 만나지 않을 것이다."라고 말하였다.
휴스턴은 많은 남부인들에 의하여 반대되었던 1848년의 오리건 법안을 지지하였다. 1850년 타협의 지지에 자신의 열렬한 연설에서 휴스턴은 "분열된 국가는 스스로 일어설 수 없다."고 말하였다. 8년 후에 에이브러햄 링컨이 비슷한 감정을 표할 것이었다.
휴스턴은 1854년 캔자스 네브래스카 법을 반대하였고, 정확하게 그 일은 결국적으로 전쟁으로 이끌 국가에서 단멸 균열을 일으킬 것을 예기하였다. "... 어떤 피밭이, 어떤 공포의 장면이, 어떤 강력한 도시들이 연기와 폐허 속에 있을까 - 그것은 형제가 형제를 살해하는 것이다 ... 난 나의 사랑하는 남부가 불평등한 대회에서, 피와 연기의 폐허의 바다에서 빠지는 것을 본다." 그는 대통령을 위하여 가능한 후보로 숙고되었다. 그러나 그가 노예 소유자였던 사실에 불구하고 그의 강한 연방주의와 노예제의 확장에 반대는 텍사스주의 입법과 다른 남부의 주들을 양도하였다.

## 텍사스주지사
그는 텍사스주지사를 위하여 두번이나 출마하였으며 1857년 비성공적으로, 그리고 연방주의자로서 하딘 리처드 루널스를 상대로 성공적으로 나가 2개의 다른 주들의 지사가 되는 데 미국 역사상 그를 단 한명의 사람으로 만들었다. 휴스턴의 노예 소유자와 노예제 폐지론에 대항한 사실에 불구하고 그는 합중국으로부터 텍사스주의 탈퇴를 반대하였다. 1860년 그는 다음과 같은 예언을 제공하였다. "내가 당신에게 무엇이 오고 있는가를 말하게 하라. 셀 수 없는 수백만의 보물과 수십만의 생명의 희생 후, 당신은 남부의 독립을 이길 것이나 난 그것을 의심한다. 북부는 이 합중국을 보존하는 데 결심되었다."
그럼에 불구하고 텍사스주는 1861년 2월 1일 합중국으로부터 탈퇴하여 3월 2일 아메리카 연합국에 가입하였다. 텍사스주의 탈퇴를 가져온 정치 세력은 또한 자신의 연방주의자 주지사를 대체하는 데 충분히 강하였다. 휴스턴은 반항하지 않도록 선택하여 "난 그녀에 내전과 유혈을 가져오는 데 텍사스주를 너무나 사랑한다. 이 재난을 광고하기 위하여 난 내 기능의 평화로운 운동에 의해서를 제외하고 주의 최고 경영자로서 내 권위를 유지하려고 애쓰지 말아야 한다..." 그는 3월 16일 연합국에 충성을 맹세하는 데 거부한 것으로 자신의 직무에서 추방되었다.
그는 부지사 에드워드 클라크에 의하여 대체되었다. 텍사스주에서 더욱 많은 유혈을 피하는 데 휴스턴은 텍사스주의 탈퇴를 방지하는 데 링컨 대통령으로부터 북군 사령관 프레더릭 W. 랜더 대령의 50,000명의 군인들의 제공을 거절하여 응답에 "내가 미국 정부의 그런 원조를 가장 정중하게 거절하도록 해달라."고 진술하였다.

## 최종의 세월

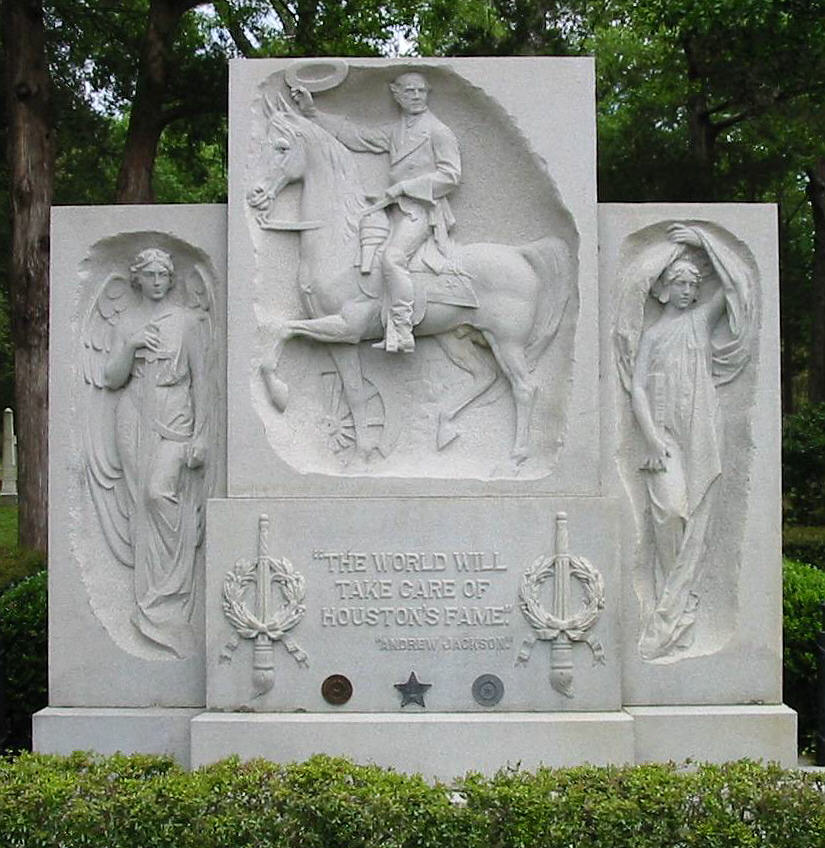
텍사스주 헌츠빌에 있는 휴스턴의 묘비

1854년 일찍이 기독교 신앙 고백을 한 휴스턴은 이후의 베일러 대학교 (당시 베일러 칼리지)의 총장이었던 침례교회 목사 루퍼스 C. 벌레슨에 의하여 세례를 받았다. 당시 벌레슨은 휴스턴과 그의 부인이 참석한 워싱턴군 인디펜던스 침례교회의 목사였다. 휴스턴은 또한 또다른 베일러 총장이자 인디펜던스 교회에서 목사로서 벌레슨의 전임자인 린든 B. 존슨의 모성 증조부 조지 워싱턴 베인스 목사의 가까운 친구이기도 했다.
헌츠빌에 있는 언덕은 그에게 테네시주 메리빌 근처에 자신의 어린 시절 저택을 상기시켰기 때문에 휴스턴은 그곳의 농장집으로 퇴직 생활을 하였다. 그가 지속적인 기침이 나면서 다음 몇달간 그의 건강은 빠르게 악화되었다. 7월 중순에 휴스턴은 폐렴으로 진행된 심한 오한에 휩싸였다. 의사들의 노력들에 불구하고 1863년 7월 26일 휴스턴은 자신의 부인 마거릿 여사가 옆에 있으면서 자신의 증기선 저택에서 조용히 숨을 거두었다. 그의 마지막으로 기록된 말들 "텍사스. 텍사스. 마거릿."이었다. 그의 무덤에 비문은 다음과 같이 써졌다.

용감한 군인. 겁없는 정치가 
거대한 연설자 - 순수한 애국자 
 성실한 친구, 충성적인 시민 
 헌신적인 남편과 아버지 
 철저한 기독교인 - 정직한 남자

샘 휴스턴이 헌츠빌에 안장된 동안 부인 마거릿 여사는 인디펜던스에 안장되었다.

## 같이 보기
- 텍사스의 역사
- 스티븐 오스틴

## 역대 선거 결과
| 선거명      | 직책명                      | 대수 | 정당       | 득표율  | 득표수   | 결과 | 당락                   |
| ----------- | --------------------------- | ---- | ---------- | ------- | -------- | ---- | ---------------------- |
| 1823년 선거 | 하원의원 (테네시 제7선거구) | 18대 | 민주공화당 | 100.00% | 5,879표  | 1위  | 테네시주 하원의원 당선 |
| 1825년 선거 | 하원의원 (테네시 제7선거구) | 19대 | 민주공화당 | 84.86%  | 5,684표  | 1위  | 테네시주 하원의원 당선 |
| 1827년 선거 | 테네시 주지사               | 6대  | 민주공화당 | 56.04%  | 44,243표 | 1위  | 테네시 주지사 당선     |
| 1836년 선거 | 텍사스의 대통령             | 1대  | 무소속     | 76.68%  | 4,374표  | 1위  |                        |
| 1841년 선거 | 텍사스의 대통령             | 3대  | 무소속     | 68.64%  | 7,915표  | 1위  |                        |
| 1846년 선거 | 상원의원 (텍사스 제2부)     | 29대 | 민주당     | 100.00% | 1표      | 1위  | 텍사스주 상원의원 당선 |
| 1847년 선거 | 상원의원 (텍사스 제2부)     | 30대 | 민주당     | 100.00% | 1표      | 1위  | 텍사스주 상원의원 당선 |
| 1853년 선거 | 상원의원 (텍사스 제2부)     | 33대 | 민주당     | 100.00% | 1표      | 1위  | 텍사스주 상원의원 당선 |
| 1857년 선거 | 텍사스 주지사               | 6대  | 미국당     | 42.06%  | 23,628표 | 2위  | 낙선                   |
| 1859년 선거 | 텍사스 주지사               | 7대  | 무소속     | 56.79%  | 36,227표 | 1위  | 텍사스 주지사 당선     |